# Madagaskarvipa
Madagaskarvipa (Vanellus madagascariensis) är en utdöd fågel i familjen pipare inom ordningen vadarfåglar som levde på Madagaskar. Den är endast känd från två subfossila lårben funna i två skilda områden på sydvästra Madagaskar. Datering med kol-14-metoden visar att arten dog ut under 1300-talet under en period med torrare klimat. Det har föreslagits att den levde utmed floder där den födosökte och häckade på sandrevlar och flodbankar. Inget är i övrigt känt om arten.